# Ротру IV дю Перш

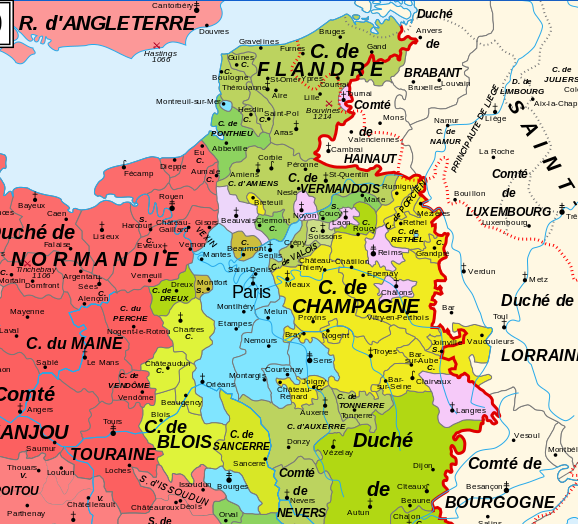
Графство Перш — на юго-западе герц. Нормандия

Ротру IV дю Перш (фр. Rotrou IV du Perche; 1135 — 27 июля 1191) — граф Перша и сеньор Беллема с 1144 года, сын графа Ротру III дю Перш и его третьей жены Авизы Солсбери.

## Биография
После смерти отца до совершеннолетия находился под опекой матери и её второго мужа Роберта I де Дрё, принявшего титул графа дю Перш.
Вёл войну с наследственным врагом Вильгельмом II — графом Понтьё и сеньором Алансона.
С 1152 года воевал с Англией на стороне французского короля Людовика VII Молодого. В 1158 г. был вынужден уступить английскому королю Генриху Плантагенету замки Мулен и Бонмулен, но взамен получил от него сеньорию Беллем.
Упрочил пошатнувшееся положение графства Перш, женившись на представительнице дома Блуа.
В 1189 году король Филипп II Август направил Ротру IV в Англию с предложением Ричарду Львиное Сердце организовать крестовый поход. В нём принял участие и сам Ротру дю Перш. Он погиб в 1191 году во время осады крепости Сен-Жан-д’Акр.

## Семья и дети
Не позднее 1160 года Ротру IV женился на Матильде, дочери Тибо IV, графа Блуа, Шартра, Шампани и Шатодена. Дети:
- Жоффруа III (ум. 1202) — граф Перша
- Этьен (убит в битве при Адрианополе 14 апреля 1205) — сеньор де Миттенвилье, с 1204 герцог Филадельфии
- Генрих, виконт де Мортань
- Гильом дю Перш (ум. 1226) — епископ Шалона-на-Марне (избран 1215, утверждён 1216), с 1217 граф Перша
- Тибо, архидиакон в Реймсе
- Ротру (ум. 10 декабря 1201) — епископ Шалона (избран 1191, утверждён 1196)